# 9567 Сургут
9567 Сургу́т (9567 Surgut) — астероїд головного поясу, відкритий 22 жовтня 1987 року.
Тіссеранів параметр щодо Юпітера — 3,512.